# Extreme project management
Extreme Project Management (ang.), XPM – metodyka zarządzania projektami zaliczana do tzw. metodyk zwinnych, ang. Agile Software Development.. A właściwie zbiór technik, filozofii współpracy i metod realizowanych w projektach, które są obarczone wysoką niepewnością co do metody realizacji lub celu. Termin z dziedzin ekonomii i zarządzania. Wśród innych nazw stosowane są na oznaczenie podobnych podejść projekty eksploracyjne, projekty eksperymentalne, hypothesis-driven development (wymieniane w raporcie Gartner Hype Cycle for Agile and DevOps 2020).